# Thamnophilus nigriceps
Thamnophilus nigriceps е вид птица от семейство Thamnophilidae.

## Разпространение
Видът е разпространен в Колумбия и Панама.